# Fabrizio Crestani
Fabrizio Crestani (Conegliano, 17 de dezembro de 1987) é um automobilista italiano.
Crestani teve um 2010 fragmentado, competindo quatro em corridas na Auto GP pelas equipes DAMS e de Trident, e seis corridas pela David Price Racing que competia na série principal da GP2 Series após substituir Giacomo Ricci na equipe. Devido à falta de patrocínio, ele participou então, em 2011, da temporada completa da Auto GP com a equipe de Lazarus ao lado do compatriota Fabio Onidi; Ele terminou em quarto lugar no campeonato. Crestani permaneceu com a Lazarus quando a equipe fez sua estreia na GP2 Series em 2012, e foi parceiro de Giancarlo Serenelli.